# MRT 5
MRT 5 es un canal de televisión público de Macedonia del Norte perteneciente a MRT. Se trata de un canal que emite programación infantil.

## Historia
El canal inició emisiones el 8 de abril de 2020, cuando MRT lanzó 3 canales de televisión: MRT 3, con una programación compuesta por deportes, cine y series; MRT 4, que pasaría a emitir la emitir toda la programación dirigida a las minorías lingüísticas del país que hasta entonces emitía MRT 2 para convertirse en un canal exclusivo en albanés; y MRT 5, con una programación infantil.
Se encuentra disponible en las principales plataformas de cable de Macedonia del Norte.